# Klanec pri Kozini
Klanec pri Kozini je naselje v Občini Hrpelje - Kozina.
Vas Klanec pri Kozini leži v severovzhodnem delu Istre, v dolini pod Kozino in Slavnikom, na nadmorski višini 412 m. Vas se razprostira v dveh krakih pod gričem s cerkvijo Sv. Petra, pred njo pa rasteta dve mogočni lipi. V bližini vasi sta dva izvira potoka Glinščica. Potočka iz obeh izvirov se pod cerkvenim gričem združita v potok Glinščica, ki nato teče v mirnem teku po spodnjem delu (kraku) vasi ob dveh vodnih zbiralnikih in se pod klanskim mostom v strmem padcu (slap pod mostom) spusti v sotesko  Botač (ostanki mlinov). V zaselku Botač prečka državno mejo ter nadaljuje pot po čudoviti kanjonski dolini, naravnem parku Doline Glinščice in se nato izlije v Tržaški zaliv.
Vas se nahaja v dolini na flišni zaplati. Severni del doline oz. potok Glinščica predstavljata naravno geografsko mejo Istrskega polotoka, ki se začne pri Žavljah v ltaliji, se vzpne pri Boljuncu na Botač in Podgorsko planoto, zaokroži Slavniško pogorje in se po Podgrajskem podolju (cesta Trst - Reka) spušča v Kvarnerski zaliv.